# Eupithecia longipalpata
Eupithecia longipalpata es una especie de polilla de la familia Geometridae. La especie fue descrita por primera vez por Alpheus Spring Packard habiendo sido descrita en 1876, con distribución en el oeste de Estados Unidos y la costa de la Columbia Británica. Es una polilla mediana con una envergadura entre 21 milímetros (0,8 plg), Los adultos están en vuelo desde finales de junio hasta julio. E. longipalpata es un defoliador común, solitario e inocuo.

### Oruga
Las orugas se alimentan de acículas principalmente de Abies grandis, Pseudotsuga menziesii var. glauca y Tsuga heterophylla. Puede también alimentarse de Abies amabilis, Abies lasiocarpa, Pseudotsuga menziesii, Tsuga mertensiana, Thuja plicata, Picea sitchensis y Pinus contorta var. latifolia. Las larvas adultas alcanzan una longitud de 20 mm. 
Presenta dos formas de color distintas. La forma verde es la más común, presenta la cabeza y el cuerpo de color verde amarillento. El cuerpo presenta una línea mediodorsal verde oscuro y un reborde lateral amarillo cremoso. La otra forma es de color marrón y presenta marcas muy similares.